# Jerel Ifil
Jerel Christopher Ifil (Wembley, 27 giugno 1982) è un ex calciatore inglese, di ruolo difensore.

## Biografia
Suo fratello minore Philip è stato a sua volta un calciatore professionista.

## Carriera
Dal 2001 al 2003 Ifil gioca in totale 11 partite nella seconda divisione inglese con la maglia del Watford, intervallate da vari periodi in prestito all'Huddersfield Town ed allo Swindon Town, in terza divisione. Nel 2004 viene acquistato a titolo definitivo da quest'ultimo club, con cui gioca fino al termine della stagione 2008-2009, per un totale (compresi tutti i vari periodi in prestito a partire dal 2003) di 210 presenze e 3 reti in incontri di campionato con la maglia dei Robins, quasi tutte in terza divisione (l'unica eccezione è costituita dalla stagione 2006-2007, giocata in quarta divisione a seguito della retrocessione dell'anno precedente e conclusa con un'immediata promozione nella categoria superiore).
Nell'estate del 2009 viene tesserato dall'Aberdeen, club della prima divisione scozzese: rimane in squadra fino al febbraio del 2011 quando, dopo aver giocato in totale 44 partite di campionato, torna in Inghilterra per giocare in quarta divisione con i Bristol Rovers, dai quali dopo sole 3 presenze viene però svincolato. Nell'estate del 2011, rimasto senza squadra, si accasa in Conference National (quinta divisione e più alto livello calcistico inglese al di fuori della Football League) al Kettering Town, dove rimane per una sola stagione, con 28 partite giocate. Continua poi a giocare fino al 2014 a livello semiprofessionistico, vestendo le maglie di Sutton Utd, Boreham Wood e Staines Town. In seguito, dopo quattro stagioni di inattività, torna a giocare nella stagione 2018-2019, nella quale veste la maglia dei dilettanti dello Swindon Supermarine: a fine stagione, all'età di 37 anni, si ritira poi definitivamente.

## Palmarès

### Club

#### Competizioni regionali
- Middlesex Senior Challenge Cup: 1

Staines Town: 2012-2013
- Wiltshire Premier Shield: 1

Swindon Supermarine: 2018-2019